# Cassina Valsassina

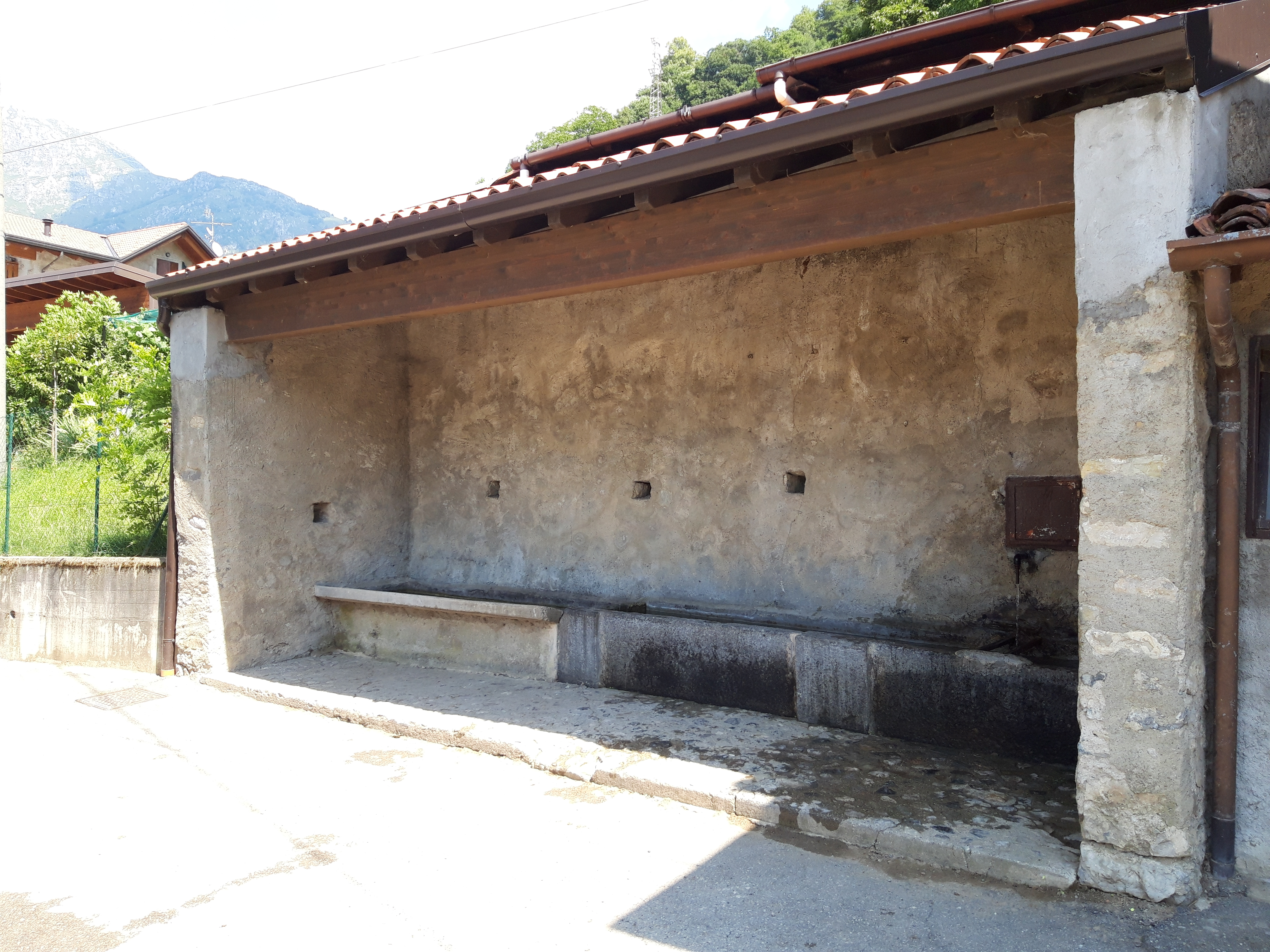
Öffentliche Waschanlage von Mezzacca

Cassina Valsassina ist eine italienische Gemeinde in der Provinz Lecco in der Region Lombardei mit 541 Einwohnern (Stand 31. Dezember 2023).

## Geographie
Die Gemeinde umfasst die Fraktion Mezzacca. Im Jahr 1971 hatte die Gemeinde Cassina Valsassina eine Fläche von 272 Hektar.
Die Nachbargemeinden sind Barzio, Cremeno, Moggio und Morterone.

## Geschichte
Im Laufe des Jahres 1415 wurden einige Verwandte und Vertreter der Universitäten der einzelnen Länder des Valsassina, darunter auch Cassina, nach Mailand gerufen, um dem Herzog Filippo Maria Visconti die Treue zu schwören. Die Bezeichnung der Ratsmannschaft für den Zusammenschluss von Barzio, Concenedo, Cassina, Moggio, Cremeno ergab sich aus der Tatsache, dass diese Ländereien in der Antike eine einzige Gemeinschaft bildeten; nachdem sie sich vor der Mitte des 16. Jahrhunderts getrennt hatten, regelten sie sich im Zeitlichen selbst, wobei jedes seinen eigenen estimo und seine eigene Katastrophe hatte und nur unter sich die Gründe besaßen, pro indiviso die Gemeinschaftsgüter zu genießen. Im Grundbuch des Herzogtums Mailand von 1558 und den nachfolgenden Aktualisierungen bis zum 17. Jahrhundert wird Cassina Valsassina unter den Ländereien von Valsassina aufgeführt. In einem Prospekt aus dem Jahr 1572 (Terre Ducato di Milano, 1572), in dem alle Ländereien des Herzogtums Mailand und andere, die für den Verkauf freigegeben sind, aufgeführt sind, wird Cassina della Valsassina unter den infrascritte comuni von Valsassina genannt.
Aus den vom Provinzbürgermeister Michel’Angelo Manzone im 18. Jahrhundert gesammelten Gewohnheitsregeln über die Regierung des Valsassina und aus den Antworten auf die 45 Fragen des königlichen Rates bei der Volkszählung von 1751 geht hervor, dass Cassina im Ratsteam zu den Gemeinden (oder Gemeinschaften, aber auch einfach als Land oder Ort bezeichnet) gehörte, die der allgemeinen Gemeinschaft des Valsassina unterstellt waren. Alle Gemeinden, die zur allgemeinen Gemeinschaft gehörten, wurden von einem Konsul regiert, der in der Regel auf der Bank des Podestà in Introbio den Eid ablegte, und von ihren eigenen Bürgermeistern, die von den jeweiligen Stadtvierteln gewählt wurden und für die Verwaltung und den Erhalt des Gemeindeguts verantwortlich waren; oft hatten die Gemeinden auch einen Kanzler, der die Umlagen festlegte (ansonsten eine Aufgabe für den Bürgermeister), und einen Eintreiber, der diese Aufgabe durch einen Vertrag mit der einzelnen Gemeinde erhielt. In jedem Land des Valsassina wurden also die Prämien gebildet, die dann auf jeden „einzelnen Interessenten nach der Regel der größeren oder geringeren Schätzung“ verteilt wurden, und zwar „größtenteils über die Herde, teilweise über das Vieh des Ortes, wobei nicht von allen (den Ländern) die gleiche Methode und Regel eingehalten wurde“.
Mit der Aktivierung der Gemeinden der Provinz Como gemäß der territorialen Aufteilung des Königreichs Lombardo-Venetien wurde die Gemeinde Cassina in den Bezirk X von Taceno aufgenommen. Cassina, eine Gemeinde mit einer Vorladung, wurde im Bezirk X von Introbio (ehemals Taceno) durch die spätere territoriale Aufteilung der lombardischen Provinzen bestätigt (Mitteilung vom 1. Juli 1844). Im Jahr 1853 (Anmeldung vom 23. Juni 1853) wurde Cassina, eine Gemeinde mit einer allgemeinen Einberufung und 544 Einwohnern, dem Bezirk X von Lecco zugeordnet.
Nach der vorübergehenden Vereinigung der lombardischen Provinzen mit dem Königreich Sardinien wurde die Gemeinde Cassina Valsassina mit 330 Einwohnern, die von einem 15-köpfigen Gemeinderat und einem 2-köpfigen Stadtrat verwaltet wird, gemäß der durch das Gesetz vom 23. Oktober 1859 geschaffenen territorialen Aufteilung in den Bezirk II von Introbio, Bezirk III von Lecco, Provinz Como eingegliedert. Bei der Verfassung des Königreichs Italien im Jahr 1861 hatte die Gemeinde 336 Einwohner (Volkszählung 1861). Nach dem Gemeindegesetz von 1865 wurde die Gemeinde von einem Bürgermeister, einer Junta und einem Rat verwaltet. Im Jahr 1867 wurde die Gemeinde in denselben Bezirk, Kreis und dieselbe Provinz eingegliedert (Verwaltungsbezirk 1867). 
Im Jahr 1924 wurde die Gemeinde in den Bezirk Lecco der Provinz Como eingegliedert. Nach der Gemeindereform im Jahr 1926 wurde die Gemeinde von einem Podestà verwaltet. Im Jahr 1928 wurde die Gemeinde Cassina Valsassina mit der Gemeinde Cremeno zusammengelegt. Im Jahr 1948 wurde die autonome Gemeinde Cassina Valsassina durch Abtrennung ihres Gebiets von der Gemeinde Cremeno neu gebildet. Nach dem geltenden Kommunalrecht wurde die Gemeinde von einem Bürgermeister, einer Junta und einem Rat verwaltet.

## Bevölkerung
| Bevölkerungsentwicklung | Bevölkerungsentwicklung | Bevölkerungsentwicklung | Bevölkerungsentwicklung | Bevölkerungsentwicklung | Bevölkerungsentwicklung | Bevölkerungsentwicklung | Bevölkerungsentwicklung | Bevölkerungsentwicklung | Bevölkerungsentwicklung | Bevölkerungsentwicklung | Bevölkerungsentwicklung | Bevölkerungsentwicklung | Bevölkerungsentwicklung | Bevölkerungsentwicklung |
| ----------------------- | ----------------------- | ----------------------- | ----------------------- | ----------------------- | ----------------------- | ----------------------- | ----------------------- | ----------------------- | ----------------------- | ----------------------- | ----------------------- | ----------------------- | ----------------------- | ----------------------- |
| Jahr                    | 1861                    | 1871                    | 1881                    | 1901                    | 1911                    | 1921                    | 1931                    | 1951                    | 1961                    | 1971                    | 1981                    | 1991                    | 2001                    | 2022                    |
| Einwohner               | 336                     | 308                     | 295                     | 329                     | 363                     | 365                     | 385                     | 367                     | 352                     | 359                     | 397                     | 437                     | 457                     | 528                     |
| Quelle: ISTAT           |                         |                         |                         |                         |                         |                         |                         |                         |                         |                         |                         |                         |                         |                         |

## Sehenswürdigkeiten
- Pfarrkirche San Giovanni Evangelista[2]
- Kirche Madonna della Neve e San Francesco da Paola im Ortsteil Mezzacca[3]